# Sweatsuit
Albums de Nelly
Suit
(2008) Brass Knuckles
(2016)
Singles
1. Grillz
Sortie : 7 juin 2011
2. Nasty Girl
Sortie : 11 octobre 2011

Sweastsuit est une compilation de Nelly, sortie le 16 mai 2011.
Elle comprend les meilleurs titres de Sweat et de Suit, les deux albums du rappeur sortis en 2008. On y trouve le single Nasty Girl, également disponible sur Duets: The Final Chapter, l'album anniversaire des dix ans de la mort de The Notorious B.I.G..
L'album s'est classé 6e au Top R&B/Hip-Hop Albums et 26e au Billboard 200.

## Liste des titres
| No  | Titre                                                                                               | Durée |
| --- | --------------------------------------------------------------------------------------------------- | ----- |
| 1.  | Play It Off (featuring Pharrell Williams)                                                           | 3:47  |
| 2.  | My Place (featuring Jaheim)                                                                         | 5:36  |
| 3.  | Over and Over (featuring Tim McGraw)                                                                | 4:14  |
| 4.  | Flap Your Wings                                                                                     | 4:03  |
| 5.  | Pretty Toes (featuring Jazze Pha et T.I.)                                                           | 4:28  |
| 6.  | She Don't Know My Name (featuring Snoop Dogg et Ronald Isley)                                       | 4:26  |
| 7.  | Nobody Knows (featuring Anthony Hamilton)                                                           | 4:39  |
| 8.  | Heart of a Champion (featuring The Lincoln University Vocal Ensemble)                               | 4:29  |
| 9.  | Na-NaNa-Na (featuring Jazze Pha)                                                                    | 3:59  |
| 10. | Getcha Getcha (featuring St. Lunatics)                                                              | 4:37  |
| 11. | River Don't Runnn (featuring Murphy Lee et Stephen Marley)                                          | 4:59  |
| 12. | Playa (featuring Mobb Deep et Missy Elliott)                                                        | 3:57  |
| 13. | 'N' Dey Say                                                                                         | 3:37  |
| 14. | Fly Away                                                                                            | 4:09  |
| 15. | Grillz (featuring Paul Wall et Ali & Gipp)                                                          | 4:30  |
| 16. | Tired (featuring Avery Storm)                                                                       | 3:16  |
| 17. | Nasty Girl (Interprété par The Notorious B.I.G. featuring Diddy, Nelly, Jagged Edge et Avery Storm) | 4:52  |